# هنریک مولگا
هنریک مولگا (دانمارکی: Henrik Møllgaard؛ زادهٔ ۲ ژانویهٔ ۱۹۸۵) بازیکن هندبال اهل دانمارک است.